# Alianza de Iglesias Presbiterianas y Reformadas de América Latina

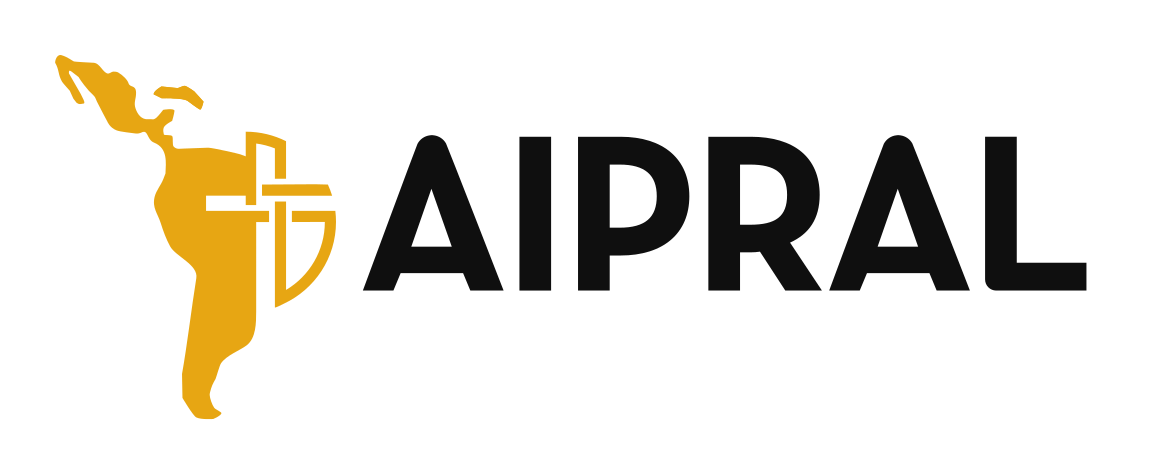
Logotipo con símbolo de AIPRAL

La Alianza de Iglesias Presbiterianas y Reformadas de América Latina - AIPRAL ( en portugués: Aliança de Igrejas Presbiterianas e Reformadas da América Latina) es una comunión de denominaciones reformadas y presbiterianas presentes en América Latina, formada por 22 iglesias y sub-entidades miembro, presentes en 16 países en todo el continente americano. Las iglesias pertenecientes a la Alianza trazan su historia en la Reforma Protestante: evangélicas, presbiterianas, congregacionales, unidas; además de movimientos pre-reformados, como las iglesias valdenses y moravas.
La Alianza constituye un consejo regional de la Comunión Mundial de Iglesias Reformadas que cuenta en el mundo con cerca de 230 denominaciones y 80 millones de miembros. AIPRAL representa un espacio de comunión, encuentro, solidaridad y reflexión conjunta de la diversidad de tradiciones y contextos de las comunidades de fe que la constituyen, así como del espíritu ecuménico y misional que las reúne.

## Historia
Su origen se remonta al Congreso Continental Presbiteriano de Campinas, realizado en dicha ciudad de Brasil, en 1955. Allí se constituye como Comisión de Cooperación Presbiteriana de América Latina (CCPAL). Su primer presidente fue el Rev. José Borges dos Santos, de la Iglesia Presbiteriana de Brasil. En 1966, la Comisión se convirtió en la Asociación de Iglesias Presbiterianas y Reformadas en América Latina. Su primer presidente fue el Rev. Wilfrido Artús, de la Iglesia Evangélica Valdense del Río de la Plata. Es a partir de agosto de 1997 – durante la 23ª Asamblea General de la Alianza Reformada Mundial (ARM) celebrada en Debrecen, Hungría – que AIPRAL pasa a constituirse en un consejo regional, conformando la región latinoamericana de la ARM (Actual Comunión Mundial de Iglesias Reformadas). A partir de entonces pasa a denominarse Alianza de Iglesias Presbiterianas y Reformadas de América Latina.

## Incidencia
AIPRAL está directamente ligada a los movimientos ecuménicos, y colabora con organizaciones basadas en la fe, organizaciones de la sociedad civil y agencias internacionales, con el objetivo de disminuir la desigualdad social y la exclusión de las poblaciones vulnerabilizadas, particularmente en el continente americano. A través de su Programa de Acompañamiento para la Paz atiende situaciones de conflicto e injusticia social, como el proceso de paz en Colombia o las masivas protestas en Estados Unidos por la discriminación racial, además de realizar instancias de formación de jóvenes como promotores de paz con justicia en sus comunidades.
El Programa de Justicia de Género promueve una agenda de reivindicación del rol de la mujer en la iglesia y la sociedad, denunciando la violencia machista y los discursos fundamentalistas que la sostienen. Todos los años se propone una jornada donde mujeres latinoamericanas invitan a la reflexión a través de la liturgia. El Día de Oración por la Mujer Latinoamericana se conmemora todos los segundos viernes de septiembre.
Además, la Alianza promueve diferentes agendas de organismos internacionales y alianzas ecuménicas, orientadas al cuidado del ambiente, a la formación teológica, a la atención diacónica ante catástrofes naturales, etc.